# 20465 Vervack
20465 Vervack este un asteroid din centura principală de asteroizi.

## Descriere
20465 Vervack este un asteroid din centura principală de asteroizi. A fost descoperit pe 20 iunie 1999 la Stația Anderson Mesa în cadrul programului LONEOS. Asteroidul prezintă o orbită caracterizată de o semiaxă mare de 2,38 ua, o excentricitate de 0,16 și o înclinație de 7,6° în raport cu ecliptica.